# MC Eric & Barbara
Mc Erik & Barbara - відома з середини 1990-х словацька музична група, що працює в стилі Євроденс.

## Історія
Група була заснована в березні 1995 року, коли композитор і співак Ерік Арешту і співачка Барбара Гашчакова вирішили покинути інший словацький Євроденс-проекту «Maduar» і заснувати власний. У тому ж році Ерік і Барбара підписали з Polygram контракт на випуск трьох альбомів і випустили свій перший спільний сингл «I'm Free», за яким пішли сингл «U Can't Stop» і альбом з однойменною назвою, який став бестселером в Європі.
У березні 1996 року MC Erik & Barbara випустили сингл «Save the Jungle» і відео-кліп, зроблений у науково-фантастичному стилі, в серпні записали перевидання альбому «U Can't Stop (96 version)», яке користувалося великим успіхом у Німеччини, Бельгії, Фінляндії та Швейцарії. У 1996 році MC Erik & Barbara представляли Словаччину на конкурсі Євробачення, після чого відправилися в обширний тур по Європі.
В 1998 році проект Еріка та Барбари розпався, тому що кожен вирішив почати сольну кар'єру.
У 2010 році MC Erik & Barbara з компанією TRUSTIA записали новий альбом, який називався просто «2010» і містив чотирнадцять пісень - сім заново записаних старих хітів, п'ять нових пісень і два ремікси.

## Дискографія

### Альбоми

#### U Can't Stop (1995)
- 01 - U Can't Stop (Radio Edit)
- 02 - I Love This Game
- 03 - Save the Jungle
- 04 - I Wish an Another Day
- 05 - Forever Friends
- 06 - My Dream
- 07 - I'm Free
- 08 - Keď príde láska
- 09 - Be Happy
- 10 - Summer Nights '95
- 11 - U Can't Stop (7 "Club)

#### U Can't Stop 96 'version (1996)
- 01 - U Can't Stop (Radio Edit)
- 02 - I Love This Game
- 03 - Save the Jungle
- 04 - I Wish an Another Day
- 05 - Forever Friends
- 06 - My Dream
- 07 - I'm Free
- 08 - Keď príde láska
- 09 - Be Happy
- 10 - Summer Nights '95
- 11 - Hideaway
- 12 - Let the Party Go on
- 13 - U Can't Stop (7 "Club)
- 14 - Anjel II
- 15 - Ked príde láska

#### Second (1996)
- 01 - Never Gonna
- 02 - Dancing Queen
- 03 - It's Your Day
- 04 - Livin 'in a World of Love
- 05 - Hey You
- 06 - 'cause I Love You
- 07 - Good Vibrations
- 08 - I Like It
- 09 - Got to Be Friends
- 10 - I Don't Wanna Lose You
- 11 - Fire for Love
- 12 - See the Light
- 13 - Sen (bonus)

#### Second and More (1997)
- 01 - Dancing Queen (My funk mix)
- 02 - It's your Day (7 House Mix)
- 03 - Here I Come
- 04 - Never Gonna
- 05 - 'cause I Love You
- 06 - She's Faithfull
- 07 - I Don't Wanna Lose You
- 08 - Hey You
- 09 - I Like It
- 10 - Raise Your Hands
- 11 - Come on, Baby
- 12 - Good Vibrations
- 13 - It's Your Day (Album Version)
- 14 - Living in the World of Love
- 15 - Dancing Queen (Album Version)
- 16 - Sen

#### Gold - zlaté hity (1999)
- 01 - Sugar Sugar
- 02 - Summer Nights '99
- 03 - Ja ťa veľmi chcem
- 04 - Kiss My Honey
- 05 - Dancing Queen
- 06 - I Can't Be with You
- 07 - Anjel II.
- 08 - I Love This Game
- 09 - I'm Free
- 10 - It's Your Day
- 11 - Never Gonna
- 12 - Sen
- 13 - Keď príde láska
- 14 - Save the Jungle
- 15 - Hey Man
- 16 - Tajné miesto
- 17 - U Can't Stop
- 18 - Summer Nights '95
- 19 - Sugar Sugar (Unplugged)

#### 2010 (2010)
- 01 - U Can't Stop 200
- 02 - I Feel Good 2010
- 03 - Keď príde láska 2010
- 04 - Save the Jungle 2010
- 05 - Do It 2010
- 06 - I Know What I Want
- 07 - Sen 2010
- 08 - It's Your Day 2010
- 09 - It will Be Fine
- 10 - Lady of Your Life
- 11 - Do It (Reggae Remix)
- 12 - Save the Jungle (Remix)
- 13 - I Wish Upon a Star
- 14 - You will Not

### Сингли
- U Can't Stop (1995)
- I'm Free (1995)
- Summer Nights (1995)
- Save the Jungle (1996)
- Dancing Queen (1996)
- It's Your Day (1996)